# مسجد السركال
مسجد السركال هو المسجد الرئيسي في مدينة بنوم بنه عاصمة كمبوديا، المسجد هو عبارة عن هدية من حكومة دولة الإمارات العربية المتحدة بعد سقوط الخمير الحمر، المسجد يقع إلى الشمال من العاصمة بنوم بنه بالقرب من بحيرة بوينغ كاك التي أصبحت بحيرة جافة في الوقت الحالي، وقد بني مبنى آخر مكان المبنى القديم، وهو هدية من دولة الإمارات العربية المتحدة ممثلة في السيد عيسى بن ناصر بن عبد اللطيف السركال، قد حلت محل المسجد القديم وكان أسمه دبي حيث تم تجديدة وإعادة البناء عام 2014، وأصبح مسجد السركال المسجد الوطني في كمبوديا، كلف بناؤه حوالي 2.6 مليون دولار بما في ذلك ميزانية الدولة على الإقرار الضريبي التي بلغت حوالي 400 آلاف دولار أمريكي.

## معرض صور

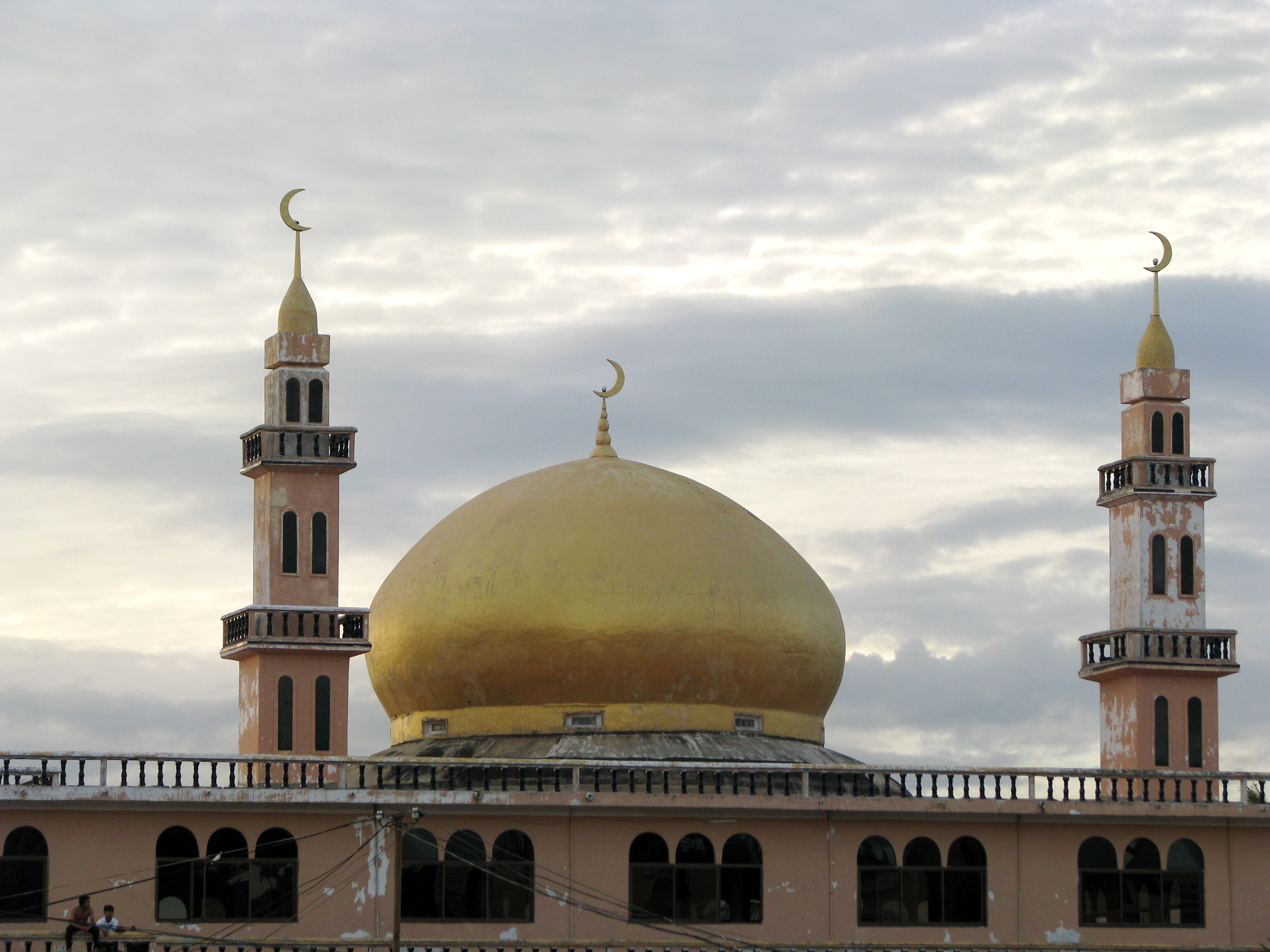

## وصلات خارجية
- موقع مسجد السركال على الخريطة